# 魏昌郡
魏昌郡，中国南北朝时设置的郡。
西魏以晋昌郡改名，治所在王水口（今陕西省石泉县西泾泽河口）。辖境约今陕西省石泉县一带。北周武成二年（560年），移治东阳川（今陕西省石泉县），保定三年（563年）废。